# Sébastien Roudet
Sébastien Roudet (ur. 16 czerwca 1981 w Montluçon) – francuski piłkarz występujący na pozycji pomocnika. Zawodnik klubu Valenciennes FC.

## Kariera klubowa
Roudet zawodową karierę rozpoczynał w 1998 roku w drugoligowym klubie LB Châteauroux. W drugiej lidze francuskiej zadebiutował 7 listopada 1998 w wygranym 1:0 meczu z Nîmes Olympique. W 2004 roku dotarł z zespołem do finału Pucharu Francji, gdzie Châteauroux przegrało jednak 0:1 z Paris Saint-Germain.
W 2004 roku przeszedł do pierwszoligowego OGC Nice. W Ligue 1 pierwszy mecz zaliczył 7 sierpnia 2004 przeciwko Olympique Lyon (0:1). 28 sierpnia 2004 w zremisowanym 1:1 spotkaniu z SC Bastią strzelił pierwszego gola w Ligue 1. W 2006 roku Roudet wraz z klubem dotarł do finału Pucharu Ligi Francuskiej, jednak OGC przegrało tam 1:2 z AS Nancy.
W 2006 roku odszedł do innego pierwszoligowego zespołu – Valenciennes FC. Zadebiutował tam 9 września 2006 w przegranym 0:3 ligowym pojedynku z RC Lens. W Valenciennes Roudet spędził dwa sezony. W sumie zagrał tam w 60 ligowych meczach i strzelił w nich 8 goli.
W 2008 roku został graczem drugoligowego RC Lens. W 2009 roku awansował z nim do Ligue 1. 20 czerwca 2011 roku podpisał 3-letni kontrakt z pierwszoligowym FC Sochaux. Jego zawodnikiem był do 2014 roku. Następnie występował w Châteauroux, a w 2015 roku przeszedł do Valenciennes.
W Ligue 1 rozegrał 256 spotkań i zdobył 25 bramek.
| Sezon   | Klub                   | Kraj    | Rozgrywki  | Mecze | Bramki | Rozgrywki Europy | Mecze | Bramki |
| ------- | ---------------------- | ------- | ---------- | ----- | ------ | ---------------- | ----- | ------ |
| 1998/99 | LB Châteauroux         | Francja | Division 2 | 7     | 1      | –                | –     | –      |
| 1999/00 | LB Châteauroux         | Francja | Division 2 | 21    | 3      | –                | –     | –      |
| 2000/01 | LB Châteauroux         | Francja | Division 2 | 36    | 9      | –                | –     | –      |
| 2001/02 | LB Châteauroux         | Francja | Division 2 | 33    | 2      | –                | –     | –      |
| 2002/03 | LB Châteauroux         | Francja | Ligue 2    | 31    | 4      | –                | –     | –      |
| 2003/04 | LB Châteauroux         | Francja | Ligue 2    | 30    | 8      | –                | –     | –      |
| 2004/05 | OGC Nice               | Francja | Ligue 1    | 31    | 4      | –                | –     | –      |
| 2005/06 | OGC Nice               | Francja | Ligue 1    | 30    | 8      | –                | –     | –      |
| 2006/07 | Valenciennes FC        | Francja | Ligue 1    | 30    | 5      | –                | –     | –      |
| 2007/08 | Valenciennes FC        | Francja | Ligue 1    | 30    | 3      | –                | –     | –      |
| 2008/09 | RC Lens                | Francja | Ligue 2    | 18    | 2      | –                | –     | –      |
| 2009/10 | RC Lens                | Francja | Ligue 1    | 30    | 3      | –                | –     | –      |
| 2010/11 | RC Lens                | Francja | Ligue 1    | 32    | 4      | –                | –     | –      |
| 2011/12 | FC Sochaux-Montbéliard | Francja | Ligue 1    | 23    | 1      | Liga Europy UEFA | 6     | 0      |
| 2012/13 | FC Sochaux-Montbéliard | Francja | Ligue 1    | 29    | 4      | –                | –     | –      |
| 2013/14 | FC Sochaux-Montbéliard | Francja | Ligue 1    | 29    | 0      | –                | –     | –      |
| 2014/15 | LB Châteauroux         | Francja | Ligue 2    | 25    | 2      | –                | –     | –      |
| 2015/16 | Valenciennes FC        | Francja | Ligue 2    | 10    | 0      | –                | –     | –      |
| 2016/17 | Valenciennes FC        | Francja | Ligue 2    | 30    | 3      | –                | –     | –      |
| 2017/18 | Valenciennes FC        | Francja | Ligue 2    | 30    | 7      | –                | –     | –      |

Stan na: koniec sezonu 2017/2018